# Monument aux morts de Béthune
Le monument aux morts de Béthune est un mémorial situé sur la place du 73e à Béthune, dans le département français du Pas-de-Calais.

## Histoire
Le projet d'édification d'un monument aux morts à Béthune sous la direction de l'architecte Edgar Boutry et de Jacques Alleman en tant que marbrier est adopté le 12 juillet 1927. L'emplacement choisi se situe à l'angle des rues Louis Blanc et Gambetta et le coût du projet est évalué à près de 100 000 francs. Ce projet suscite des protestations en raison du choix du site d'édification qui n'est pas un lieu important de la commune. La municipalité invoque le budget, une « somme relativement peu importante », ainsi que sa volonté de ne pas placer le monument dans un « cadre trop grand » pour justifier sa décision.
Le monument est inauguré le 11 novembre 1928 en présence du maire de Béthune Alexandre Ponnelle et du préfet des Hautes-Pyrénées Stern. L'ensemble du monument est inscrit au titre des monuments historiques depuis le 9 août 2018.